# Distretto di Zhongshan (Dalian)
Il distretto di Zhongshan (中山区S, Zhōngshān QūP) è un distretto della Cina, situato nella provincia di Liaoning e amministrato dalla prefettura di Dalian.